# Powellia involutifolia
Powellia involutifolia là một loài rêu trong họ Racopilaceae. Loài này được Mitt. mô tả khoa học đầu tiên năm 1868.